# Czyrwony sztral
Czyrwony sztral (biał. Чырвоны штраль, pol. Czerwony Sztrall) – szósty album studyjny białoruskiego zespołu rockowego Krambambula. Tytuł płyty nawiązuje do nazwy przedwojennej wileńskiej kawiarni Czerwony Sztrall, w której spotykali się przedstawiciele ówczesnej białoruskiej emigracji i w której toczy się akcja tytułowej piosenki albumu.  
Zgodnie z wypowiedziami lidera zespołu Lawona Wolskiego z końca 2015 roku Czyrwony sztral miał być ostatnim albumem studyjnym grupy.

## Nagrywanie, produkcja i wydanie albumu
Album został nagrany w latach 2014–2015 w studiu Ymir Audio w Wilnie pod kierownictwem Snorre Bergeruda. Za mastering płyty odpowiadał Jaime Gomez z londyńskiego Orgone Studios.
Album został wydany 14 października 2015 roku przez należące do białoruskiego internetowego portalu kulturalnego 34mag.net wydawnictwo Piarszak. Zespół umożliwił fanom zarówno zakup piosenek w formacie mp3, jak i ich bezpłatne ściągnięcie.
Zespół z uwagi na zakaz koncertów na terenie Białorusi zaprezentował swój nowy album 7 listopada 2015 roku na koncercie w hali koncertowej Compensa w Wilnie. Występ transmitowała na żywo na portalu YouTube telewizja Biełsat.

## Lista utworów
Autorem tekstów i muzyki wszystkich utworów (poza oznaczonymi poniżej wyjątkami) jest Lawon Wolski.
| Nr  | Tytuł utworu                    | Oryginalna pisownia tytułu        | Autor muzyki        | Długość |
| --- | ------------------------------- | --------------------------------- | ------------------- | ------- |
| 1.  | „To nia dudka”                  | «То ня дудка»                     |                     | 3:31    |
| 2.  | „Frania”                        | «Франя»                           |                     | 2:17    |
| 3.  | „Hloryja”                       | «Глёрыя»                          |                     | 3:22    |
| 4.  | „Serca paustanca”               | «Сэрца паўстанца»                 | Wolski, Myszkiewicz | 3:06    |
| 5.  | „Hej, lićwiny, Boh nam radzić!” | «Гэй, ліцьвіны, Бог нам радзіць!» |                     | 3:56    |
| 6.  | „Ja stralau u milicyjanta”      | «Я страляў у міліцыянта»          |                     | 3:31    |
| 7.  | „Czyrwony sztral”               | «Чырвоны штраль»                  | Wolski, Arakielan   | 3:20    |
| 8.  | „Mama, nie żurysia”             | «Мама, не журыся»                 |                     | 3:11    |
| 9.  | „Wajennyja pieśni”              | «Ваенныя песьні»                  |                     | 2:37    |
| 10. | „Partyzanskaja” (cover N.R.M.)  | «Партызанская»                    |                     | 3:40    |
| 11. | „Kab my kali kamu czaho”        | «Каб мы калі каму чаго»           |                     | 2:01    |
| 12. | „Swabodu nie strymać”           | «Свабоду не стрымаць»             |                     | 4:35    |
|     |                                 |                                   |                     | 39:07   |

## Twórcy

### Muzycy
- Lawon Wolski – wokal, gitara
- Pawieł Arakielan – wokal, saksofon, instrumenty klawiszowe, flet
- Aleś-Franciszak Myszkiewicz – wokal, gitara basowa
- Andrej Jakubczyk – wokal, trąbka
- Pawieł Trypuć – gitara
- Pawieł Mamonau – bębny, perkusja
- Sindre Skeie – bębny (utwór 11)
- Snorre Bergerud – gitara, gitara basowa (utwór 11)
- Aleh Harus – gitara, ukulele (utwór 12)

### Personel techniczny
- Snorre Bergerud – producent dźwięku
- Dzmitryj Haładko – zapis i miksowanie (utwór 11)
- Jaime Gomez – mastering
- Ihar Nazaranka – design[6]